# 普拉秋基
51°29′27″N 26°27′23″E / 51.49083°N 26.45639°E
普拉秋基（烏克蘭語：Працюки），是烏克蘭西北部的村莊，隸屬里夫內州的薩爾內區。該村始建於1885年，面積0.21平方公里，海拔高度153米，2001年人口21，人口密度每平方公里100人。